# 伍宇烈
伍宇烈，香港編舞及舞蹈家。自小師從王仁曼習芭蕾舞, 後邀加拿大及英國深造。1983年加入加拿大國家芭蕾舞團任舞者。回港後曾多次為城市當代舞蹈團、香港芭蕾舞團和香港舞蹈團編舞。於2021年正式擔任城市當代舞蹈團藝術總監。

## 曾獲獎項
1983 英國珍妮特國際芭蕾舞比賽金奬
1997 香港藝術家聯盟頒發「藝術家年奬—編舞」
1998 獲法國班諾雷國際編舞大賽獎項（《男生》）
1999  香港舞蹈年獎（《操操蘇絲黃》）
2004 香港舞蹈年獎（《春之祭》）
2006 香港舞蹈年獎（《民間傳奇之不吃不吃還須吃》）
2008 香港舞蹈年獎（《士兵的故事》）
2012 香港舞蹈年獎「傑出成就獎」
2013 香港藝術發展局「年度最佳藝術家獎（舞蹈）」
2019 香港舞蹈年獎「傑出編舞」及「傑出大型場地舞蹈製作」（《香‧夭》）
2021 亞洲最具影響力人士名單 

## 外部連結
- 伍宇烈芭蕾創作尋答案（文匯報） （页面存档备份，存于）
- 硬銷舞罪（明報） （页面存档备份，存于）
- 香港鬼才编舞家伍宇烈 （页面存档备份，存于）
- 給伍宇烈十個愚蠢的問題